# ان‌جی‌سی ۳۲۶۷
ان‌جی‌سی ۳۲۶۷ (انگلیسی: NGC 3267) نام یک کهکشان عدسی در صورت فلکی تلمبه است.